# Vallegrande (provins)

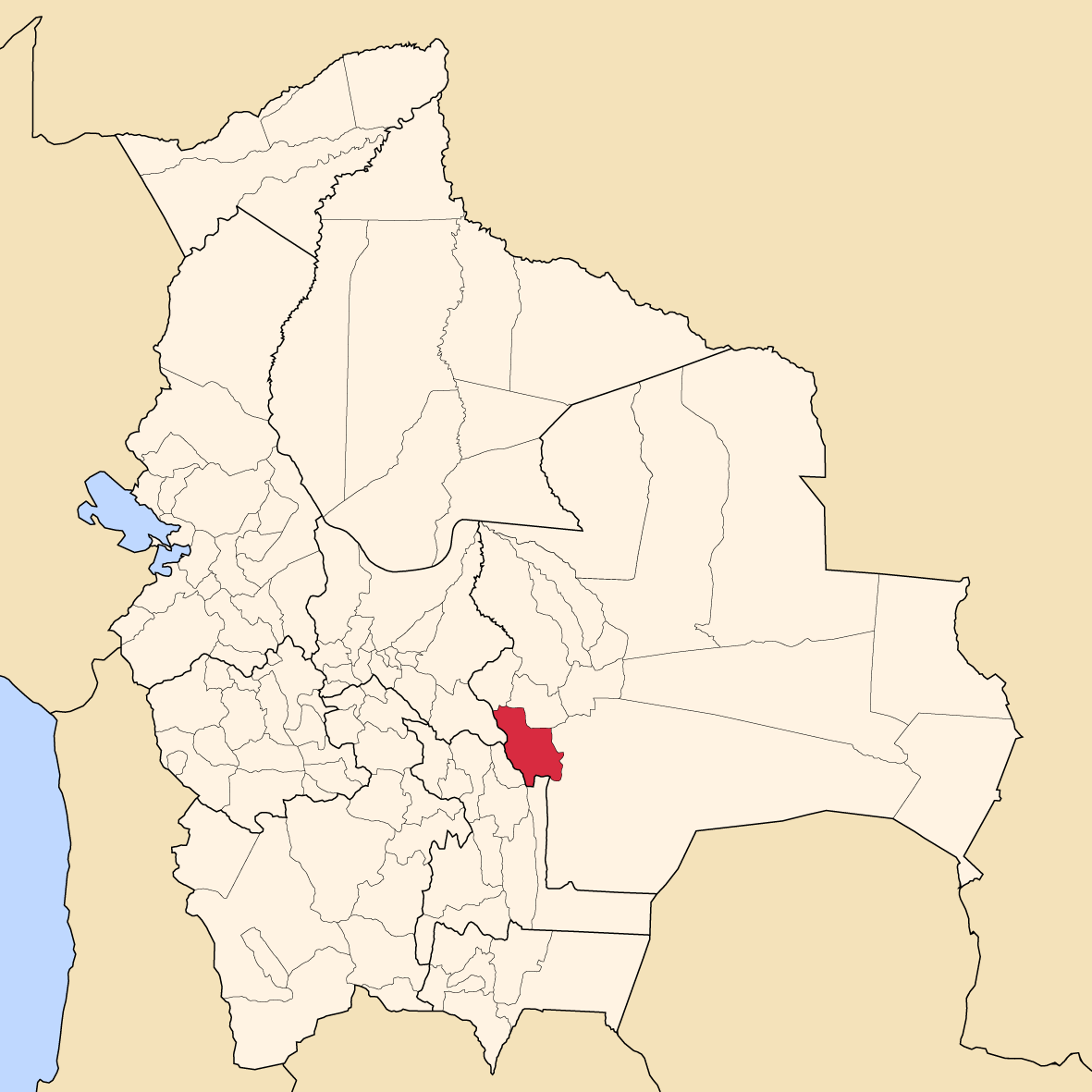
Provinsens läge i Bolivia

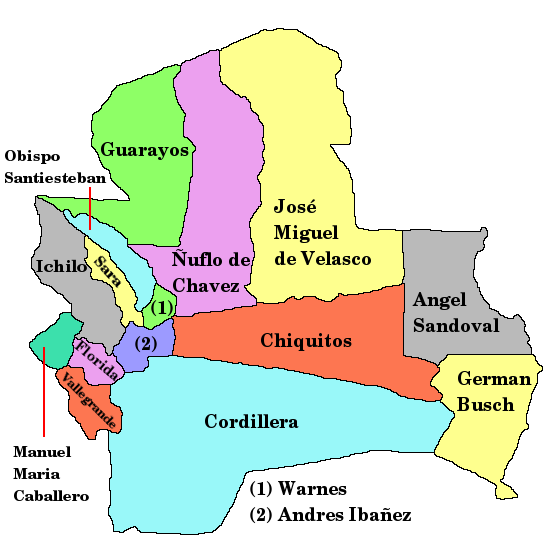
Provinser i Santa Cruz

Vallegrande är en provins i departementet Santa Cruz i Bolivia. Den administrativa huvudorten är Vallegrande.
Provinsen består av fem kommuner:
1. Vallegrande
2. Trigal
3. Moro Moro
4. Postrer Valle
5. Pucará